# Bronnimannia
Bronnimannia es un género de foraminífero bentónico de la familia Bronnimanniidae, de la superfamilia Discorboidea, del suborden Rotaliina y del orden Rotaliida. Su especie tipo es Discorbis palmerae. Su rango cronoestratigráfico abarca desde el Mioceno hasta la Actualidad.

## Clasificación
Bronnimannia incluye a las siguientes especies:
- Bronnimannia caribaea
- Bronnimannia disparilis
- Bronnimannia elaborata
- Bronnimannia haliotis
- Bronnimannia palmerae

Otra especie considerada en Bronnimannia es:
- Bronnimannia peruensis, de posición genérica incierta